# Metodo Cecchetti

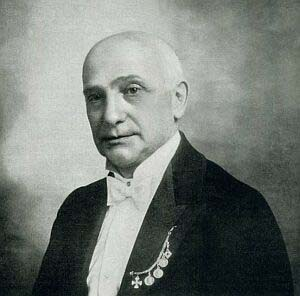
Enrico Cecchetti

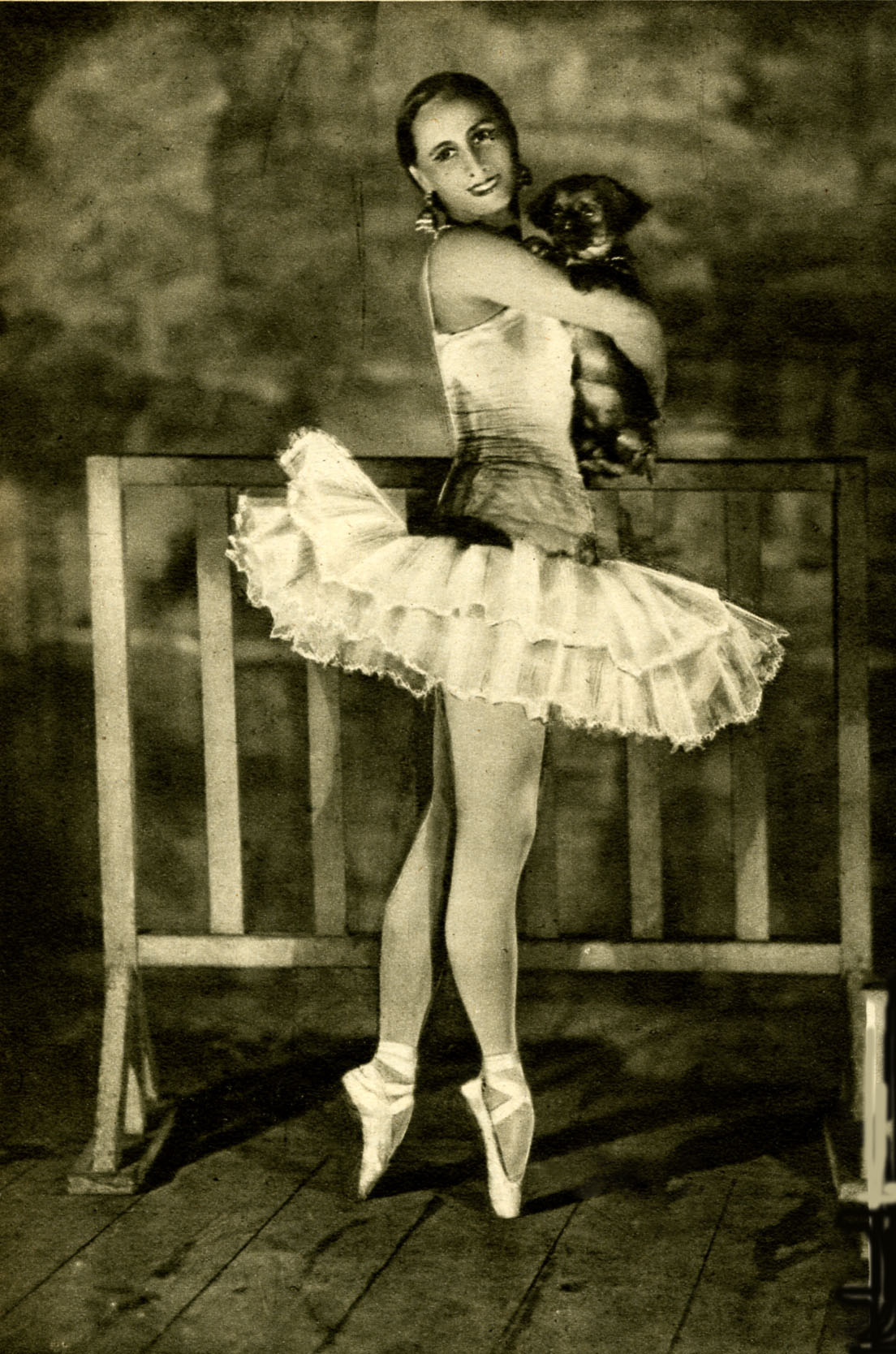
Anna Pavlova negli anni 10

Il metodo Cecchetti è variamente definito come uno stile di balletto classico e come metodo di formazione al balletto ideato dal maestro di balletto italiano Enrico Cecchetti (1850-1928). Il metodo di formazione cerca di sviluppare le abilità essenziali nei ballerini così come la forza e l'elasticità. I ballerini formati da Cecchetti si trovano comunemente nel balletto e in altre compagnie di danza di tutto il mondo. I ballerini ben formati dal sistema Cecchetti hanno una purezza di linea ed una semplicità di stile che consente loro di prendere posto in compagnie di danza di diversi generi di balletto classico.

## Storia
La più grande influenza sullo sviluppo del metodo Cecchetti fu di Carlo Blasis, un maestro di danza del primo Ottocento. Studente ed esponente della scuola di danza classica francese, Blasis è accreditato come uno dei più importanti teorici del balletto e il primo a pubblicare una tecnica codificata, il Traité élémentaire, théorique, et pratique de l'art de la danse (Trattato elementare, teorico e pratico sull'arte della danza). Reputato un insegnante molto rigoroso, Blasis insistiteva affinché i suoi studenti si conformassero a rigidi principi tecnici quando imparavano a ballare, una filosofia che Cecchetti aveva appreso dai suoi stessi insegnanti, che erano tutti allievi di Blasis (Giovanni Lepri, Cesare Coppini e Filippo Taglioni). Di conseguenza, la caratteristica chiave del metodo Cecchetti è l'aderenza a un rigido regime di allenamento, progettato per sviluppare una tecnica virtuosa, con il ballerino che ha una completa comprensione della teoria che sta dietro il movimento.
Le altre influenze importanti sul metodo Cecchetti derivano dalla sua stessa carriera professionale come ballerino, che lo espose a molte tecniche e stili diversi di balletto. Quando iniziò a guadagnare una reputazione come insegnante, sperimentò questi vari stili, fondendo i migliori elementi di ciascuno per creare la propria tecnica di balletto e il proprio sistema di addestramento, l'omonimo metodo Cecchetti. Tale fu il successo dell'insegnamento di Cecchetti, che è riconosciuto come uno dei principali contributori al balletto classico moderno. Il suo metodo ha contribuito a migliorare significativamente l'insegnamento del balletto classico in tutta Europa. Laddove in precedenza l'insegnamento del balletto era stato casuale e dipendeva dalle preferenze e dallo stile del singolo insegnante, il metodo Cecchetti stabiliva un modello di insegnamento standardizzato che è alla base di tutti gli odierni insegnamenti di balletto professionale.

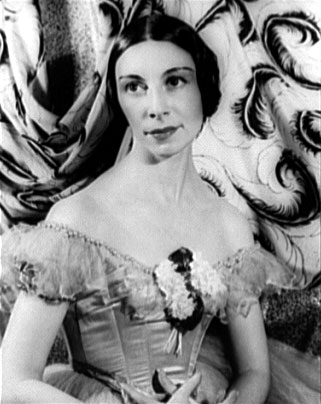
Dame Alicia Markova DBE, Prima ballerina assoluta

Inizialmente Cecchetti trasmetteva il suo metodo insegnandolo ai suoi allievi ed ai ballerini professionisti, tra cui alcuni dei più famosi ballerini del XX secolo, come Anna Pavlova, Alicia Markova, George Balanchine e Serge Lifar. Molti dei suoi studenti diventarono importanti insegnanti del metodo Cecchetti, tra questi Ninette de Valois, Marie Rambert, Margaret Craske e Olga Preobrajenska. Furono fondate anche una serie di rinomate scuole di danza professionale che insegnavano un programma scolastico basato sul metodo Cecchetti, tra le quali la Royal Ballet School, la Rambert Ballet School, la National Ballet School of Canada e l'Australian Ballet School.
Nel 1922 lo scrittore e storico della danza britannico Cyril W. Beaumont collaborò con Cecchetti e Stanislas Idzikowsky per pubblicare una documentazione del metodo, producendo il Manual of the Theory and Practice of Classical Theatrical Dancing (Manuale di Teoria e Pratica del ballo teatrale classico). Questa continua ad essere la risorsa standard per il metodo Cecchetti in tutto il mondo ed è stata replicata in numerose forme, tra cui la notazione Benesh e Laban. Il metodo fu ulteriormente documentato da Grazioso Cecchetti, uno dei figli di Enrico, nel suo trattato Classical Dance.
La Società Cecchetti fu fondata da Cyril Beaumont a Londra nel 1922, con il Maestro Enrico Cecchetti come primo presidente e rimase indipendente fino a quando non entrò a far parte della Imperial Society of Teachers of Dancing nel 1924. Oggi il sistema di formazione Cecchetti viene utilizzato a livello internazionale per insegnare il balletto classico.

### Australia
La Società Cecchetti fu fondata in Australia nel 1934 da Madam Lucie Saronova. La Società crebbe nei successivi 51 anni mentre era amministrata dal Council of Management di Victoria, sotto l'egida della Società imperiale degli insegnanti di danza di Londra. Nel 1987 fu costituita la Cecchetti Society of Australia Inc., come una società autonoma australiana sotto l'amministrazione di un Consiglio nazionale eletto, composto da membri delle sue filiali statali. La sede centrale della società si trova a Melbourne.
Nel 1997 fu costituita un'organizzazione internazionale, il Cecchetti International Classical Ballet, da membri fondatori provenienti da Australia, Canada, Italia, Sud Africa, Regno Unito e Stati Uniti. Questa organizzazione, che diventò una società canadese senza scopo di lucro nel 2004, è impegnata a mantenere vivo e a tenere alto il profilo del metodo Cecchetti di balletto classico il suo sistema di formazione in tutto il mondo.
Oggi il metodo Cecchetti viene utilizzato presso l'Australian Ballet School, il Victorian College for the Arts e la Queensland School of Excellence.

### Regno Unito
Il metodo di insegnamento di Cecchetti fu di vitale importanza per lo sviluppo del Balletto Classico nel Regno Unito e contribuì grandemente ai moderni metodi di insegnamento britannico. Enrico Cecchetti e sua moglie aprirono una scuola di danza a Londra nel 1918 e tra i loro allievi c'erano alcuni dei nomi più importanti del British Ballet, molti dei quali influenzarono il balletto in tutto il mondo.
Dame Marie Rambert era un'ex alunna e collega di Cecchetti, che istituì anche una scuola di danza professionale che insegnava i suoi metodi. Ciò portò alla formazione della prima compagnia di balletto del Regno Unito, che sopravvive oggi come la più antica compagnia di danza del paese, anche se ora è conosciuta come Rambert Dance Company ed è specializzata nella danza contemporanea. Anche la scuola rimane ed è conosciuta come la Rambert School of Ballet and Contemporary Dance. Dame Ninette de Valois era una collega di Cecchetti durante la sua carriera professionale con i Ballets Russes. Fondò The Royal Ballet di Londra, con molti dei ballerini iniziali delle compagnie, che erano stati allievi di Cecchetti. Il metodo Cecchetti fu anche favorito dalla de Valois quando formò la Royal Ballet School. Phyllis Bedells, un'altra allieva di Cecchetti, avrebbe anche svolto un ruolo importante nell'insegnamento del balletto in Gran Bretagna, come membro fondatore della Royal Academy of Dance, che oggi è la più grande organizzazione di insegnamento del balletto classico del mondo.
Lo scrittore inglese e storico della danza Cyril W. Beaumont era un amico intimo di Cecchetti e, nel 1922, collaborò con Cecchetti per codificare la tecnica di esercitazione in un programma stampato, The Cecchetti Method of Classical Ballet (Il metodo Cecchetti del balletto classico), che è diventato il riferimento principale sul metodo Cecchetti per gli insegnanti in tutto il mondo. Cecchetti diede anche il permesso a Beaumont di fondare la Società Cecchetti per mantenere il metodo e assicurare che esso venisse tramandato ai futuri insegnanti di balletto nella sua forma originale. Filiali della Società Cecchetti furono successivamente stabilite in tutto il mondo, in particolare in Australia, Sud Africa, Canada e Stati Uniti. La Società Cecchetti originale esiste ancora in Gran Bretagna, sebbene sia stata assorbita dall'Imperial Society of Teachers of Dancing, che continua a mantenere il metodo Cecchetti come un'entità separata dal proprio programma Imperial Ballet Classical.
Oggi l'Imperial Society of Teachers of Dancing promuove il metodo Cecchetti come una serie di esami di danza basati sul programma, che vengono insegnati da insegnanti registrati in tutto il mondo nelle scuole di danza pre-professionali e professionali. Il programma è una serie progressiva di esami graduati e professionali, che sono accreditati dalla Qualifications and Curriculum Authority, il regolatore nominato dal governo per le qualifiche in Inghilterra e Galles. Gli esami che hanno successo con il metodo Cecchetti possono quindi essere presentati come nota di merito per altre qualifiche riconosciute a livello nazionale, tuttavia ciò vale solo per Inghilterra e Galles. Queste qualifiche sono in realtà ottenute dal dilettante piuttosto che dal ballerino professionista.
Ci sono alcuni maestri di balletto che possono verificare la loro conoscenza del metodo Cecchetti direttamente dagli alunni di Enrico Cecchetti, tra i quali generazioni di ballerini formati alla Royal Ballet School, alla Rambert School e alla Canadian National Ballet School.

## Gli esami
Gli esami del Metodo Cecchetti nei vari paesi che lo adottano:

### Regno Unito
Nel 2002 l'Imperial Society of Teachers of Dancing, divenne un ente accreditato per la danza. Come risultato di questo cambiamento, il suo sistema di esami e qualifiche furono rivisti, compresi quelli della facoltà Cecchetti. L'ISTD ora gestisce un sistema di qualifiche a tre livelli, che sono riconosciuti dai regolatori nazionali delle qualifiche di Inghilterra, Galles e Irlanda del Nord:
- Esami classificati
- Esami classificati professionalmente
- Qualifiche di insegnamento

Il sistema delle qualifiche di insegnamento è stato rivisto per includere quattro livelli di qualifica. I primi due livelli, FDI e CDE sono obbligatori per chiunque desideri insegnare il programma ISTD e inserire candidati per gli esami. I livelli di Licenza e di Fellowship sono qualifiche facoltative di livello superiore esistenti prima del 2002 e conservano il loro stato precedente.
- Fondamenti in Dance Instruction (FDI)
- Certificato in Dance Education (CDE)
- Diplomato
- Dottorato

### Stati Uniti d'America
Gli studenti sono testati sulla loro capacità di eseguire correttamente una serie di numeri specificatamente coreografati che enfatizzano un particolare movimento di balletto. Sono anche valutati sulla loro conoscenza della teoria e dei termini.
I gradi da cinque a sette corrispondono ai loro livelli originali.
Nella versione americana ci sono alcune votazioni diverse per superare un livello. Dal più basso al più alto sono:
- Promosso su condizione (male e sufficiente)
- Promosso (sufficiente e buono)
- Promosso plus (per lo più buono con qualche eccellenza)
- Promosso con lode (per lo più eccellente, alcuni buoni)
- Promosso con altissima lode (esame perfetto, nessuna correzione, tutto eccellente)
- Promosso con altissima lode ed onori (lo stesso del passaggio con altissima lode ma come uno spettacolo vero, molto, molto, molto raro)

Tutti gli esami hanno sezioni diverse su cui lo studente è classificato. Queste sezioni includono teoria, barré, port de bras, adagio, allegro, petit allegro, rotazione, lavoro sulle punte, musicalità, qualità e stile, tra le altre cose. Questi fanno tutti parte del voto totale. Ai ballerini che dovranno sostenere l'esame di livello quattro verrà chiesto di coreografare un ballo di un minuto, con la supervisione dell'insegnante, ed esibirlo agli esaminatori. Agli studenti che frequentano il grado 7 verrà chiesto di eseguire una variazione per gli esaminatori.
Un ballerino che riesce a superare un livello deve aspettare due anni prima di tentare il prossimo livello di esame.
Esami a livello di studenti: progettati per essere tecnicamente più esigenti e fornire una solida base tecnica in modo che quando i ballerini raggiungano livelli più alti, possono concentrarsi maggiormente sulla parte artistica. Gli esaminatori correggeranno alcune cose, come la piroetta e le posizioni di riposo, senza annotare nessuno degli studenti a meno che non riescano a correggere. Livelli: da 1 a 4.
Esami pre-professionali: orientati alla carriera, con un alto livello di tecnica e abilità artistica. Gli esaminatori non insegneranno più in questi livelli e qualsiasi correzione comporterà l'annotazione. Livelli: da 5 a 8 / diploma.
Esami di abilitazione per gli insegnanti: il completamento di questi esami porta alla qualificazione con la Imperial Society of Teachers of Dancing.
Livelli
- A.I.S.T.D. - Associato (registrazione provvisoria)
- A.I.S.T.D. - Diploma associato (registrazione completa)
- L.I.S.T.D. - Diplomato
- F.I.S.T.D. - Membro (i più alti titoli di insegnamento e detenuti da tutti gli esaminatori)

### Australia
Gli esami Cecchetti sono suddivisi in sette categorie:
- 1) Pre primari e primari
- 2) Esame di grado
- 3) Valutazioni
- 4) Dance Spectrum One
- 5) Esami Principali
- 6) Diploma di Enrico Cecchetti
- 7) Esami di stato

#### 1) Pre primari e primari
Lo scopo di questi esami è di fornire un sistema di esami per lo studente una volta alla settimana, mettendo l'accento sul divertimento e sulla qualità della danza.
Ci sono due esami, pre-primari e primari.

Gli esami pre-primari e primari sono contrassegnati come:
- Standard non ancora superato
- Superato
- Superato con merito
- Superato con merito speciale

#### 2) Esami di grado
Questi esami sono progettati per dare allo studente una forte tecnica di base del balletto, con graduale incremento attraverso i Gradi.

Ci sono sei Gradi: uno, due, tre, quattro, cinque e sei. Questi possono essere preceduti da esami Pre primari e primari.

In tutti e sei i gradi verranno contrassegnati come segue:
1. Standard non ancora conseguito
2. Conseguito
3. Con Merito
4. Con Lode
5. Con Grande lode
6. Con Onore

#### 3) Valutazioni
Le valutazioni sono state introdotte per essere eseguite in parallelo dal grado uno al sei, consentendo così a questi studenti di sperimentare una situazione d'esame senza lo stress del risultato, acquisendo sicurezza e ricevendo una valutazione scritta delle loro prestazioni.
Tutte le regole relative ai gradi valgono per le valutazioni, ma non sarà fornito Alcun risultato.

#### 4) Dance Spectrum One (DS1)
- Il DS1 è stato sviluppato per lo studente ricreativo e professionale che, per vari motivi, non può o non desidera iniziare l'addestramento nei livelli maggiori di Cecchetti.
- Il programma pone l'accento sul divertimento, sull'improvvisazione e sulla comprensione dei Principi di Cecchetti piuttosto che sulla tecnica della danza, consentendo in tal modo allo studente ricreativo di ottenere un buon risultato.
- Non esiste un esame dei prerequisiti per questo flusso di esami.

#### 5) Esami Principali
- Ci sono tre esami principali: Intermedio, Avanzato 1 e Avanzato 2 e coprono sostanzialmente il lavoro del Maestro Cecchetti.
- L'esame di Diploma completa questa serie di esami (Vedi nota su esame di diploma).
- Ordine degli esami: tutti gli esami professionali (principali) devono essere eseguiti nell'ordine corretto, passando dall'intermedio in poi. Nessun livello può essere saltato.

Intermedio
- Può essere considerato un esame pratico trattandosi di un ballerino (categoria A).
- Gli studenti in età matura (oltre i 30 anni) hanno la possibilità di scegliere tra la Categoria B(1) o B(2) come per Avanzato 1 e Avanzato 2.

Avanzato 1 & Avanzato 2
Può essere tenuto sia in Categoria A che in Categoria B
Categoria Acome ballerino
Categoria B(1)come ballerino che dovrà svolgere tutto il lavoro per la sua abilità individuale e rispondere a domande sui contenuti tecnico e artistico applicabili al programma.
Categoria B (2)come candidato in età matura (30 anni e oltre) da cui ci si aspetta, come minimo, che superi i vari esercizi con un certo senso dello stile e dell'impeto richiesti e spieghi la sua visione degli esercizi in dettaglio.
Gli esami principali sono contrassegnati come segue:
- Standard non ancora conseguito
- Conseguito
- Con Merito
- Con Lode
- Con Grande lode
- Con Onore

Esami di progresso
- Questi esami sono tenuti nei programmi Intermedio, Avanzato 1, Avanzato 2 e Diploma.
- Non vengono rilasciati certificati, ma viene fornito un rapporto completo per aiutare lo studente e l'insegnante a valutare i progressi dello studente.
- Un candidato può passare direttamente dagli esami Avanzamento intermedio a Avanzamento avanzato 1, ma non può sostenere l'esame Avanzato 1 finché non ha superato con successo l'esame precedente.

#### 6) L'esame di diploma Enrico Cecchetti
Il Diploma non fa parte del processo di qualifica e può essere preso senza aver precedentemente superato Intermedio, Avanzato 1 o Avanzato 2.

Il Diploma non dà nessuno status nell'Organizzazione, ma dà diritto al titolare di aggiungere Titolare del Diploma Enrico Cecchetti dopo il loro nome.

Esistono due categorie di partecipanti:
1. Ballerino - I ballerini possono sostenere l'esame nella sua interezza o in due parti separate - Parte A e Parte B.
2. Insegnante - Gli insegnanti possono sostenere l'esame nella sua interezza o in due parti separate - Parte A e Parte B. Il limite minimo di età per gli insegnanti è di 25 anni.

Il Diploma sarà contrassegnato come Superato aggiudicato o Standard non ancora superato.

#### 7) Esami di stato (qualifiche professionali per l'insegnamento)
Esistono cinque qualifiche di stato:
- 2) Associato: A.C.B.A. - C.I.C.B.
- 2) Diploma associato: A. (Dip) C.B.A. - C.I.C.B.
- 3) Licenza: L.C.B.A. - C.I.C.B.
- 4) Diploma di Licenza: L.(Dip) C.B.A. - C.I.C.B.
- 5) Fellowship: F.C.B.A. - C.I.C.B.[8]

### Sudafrica
In Sud Africa, la Società Cecchetti (fondata nel 1928) ha cinque gradi e gli esami principali sono gli stessi del Regno Unito: Fondamenti intermedi, Intermedi, Avanzato 1 e Avanzato 2. Le valutazioni d'esame vengono assegnate come segue: Promosso, Promosso Plus, Con lode, Altamente lodato e Onorato. Per insegnare lo studente deve sostenere l'esame di associato dopo aver superato l'Avanzato 1. Ulteriori qualifiche sono le stesse del Regno Unito e dell'Australia.

## Galleria d'immagini

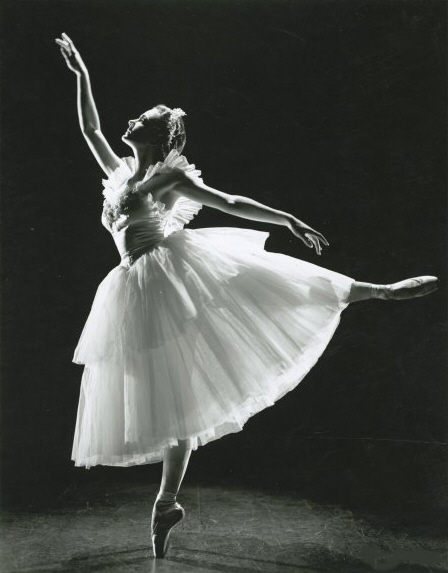
La ballerina Jocelyn Vollmar nei panni di Myrthe in Giselle, San Francisco Ballet, 1947
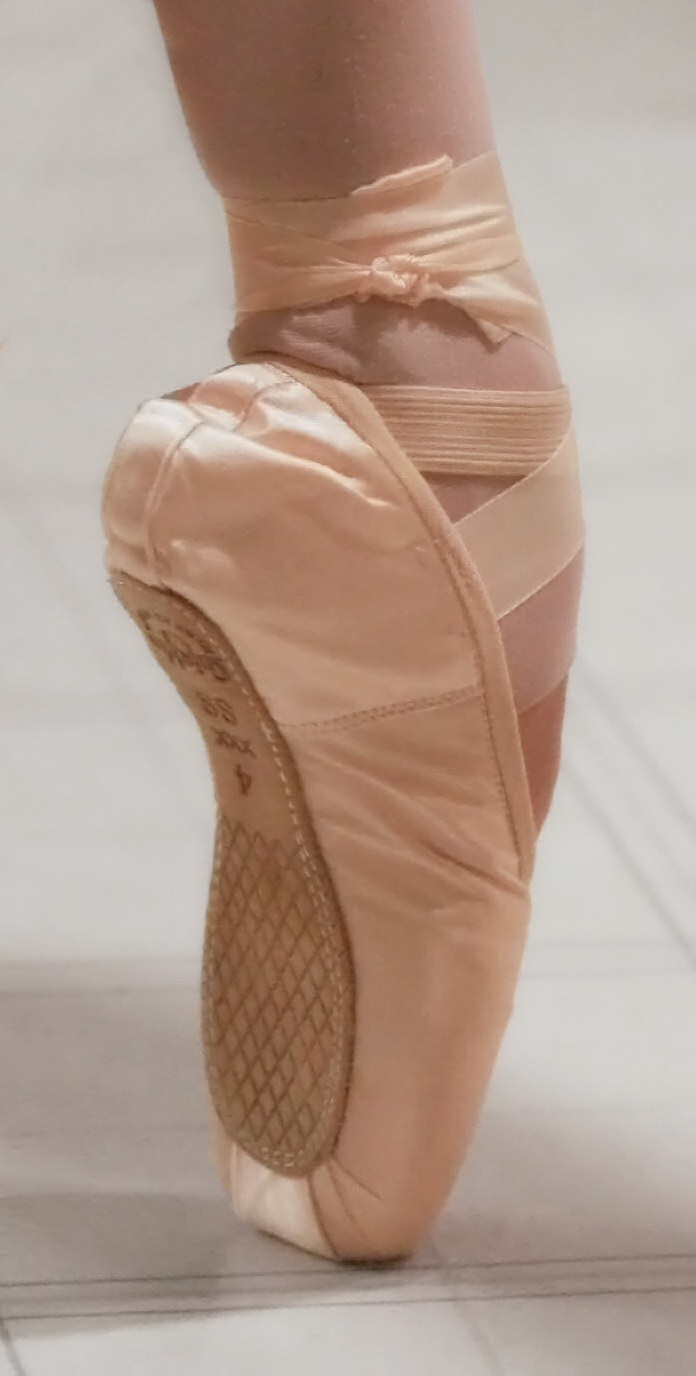
Una scarpa da punta, fissata al piede di una ballerina. La ballerina è en pointe, il che significa che tutto il peso del corpo è supportato dalla punta dei piedi completamente estesi.
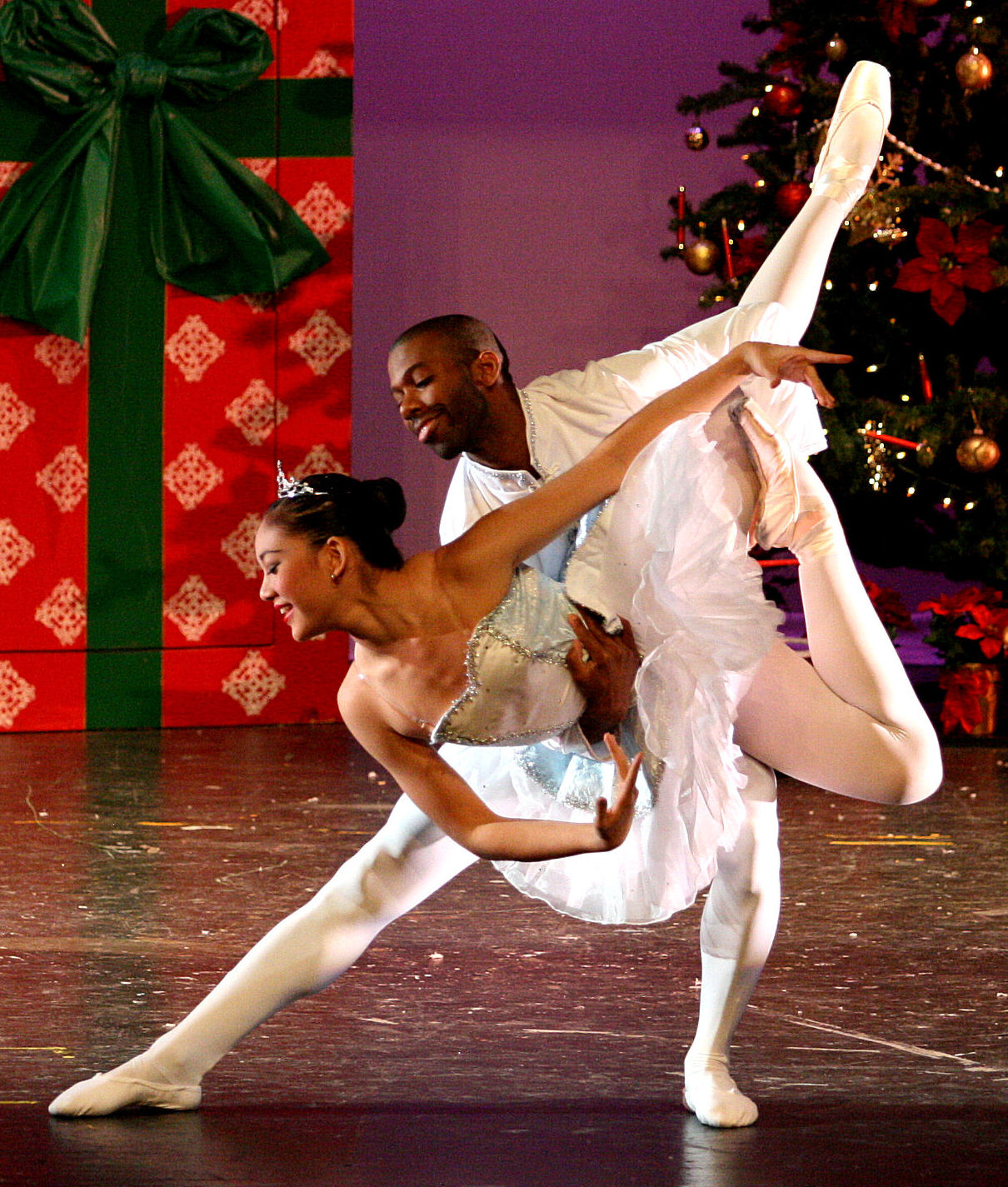
Esecuzione di Snow Pas de Deux in una versione del Lo schiaccianoci
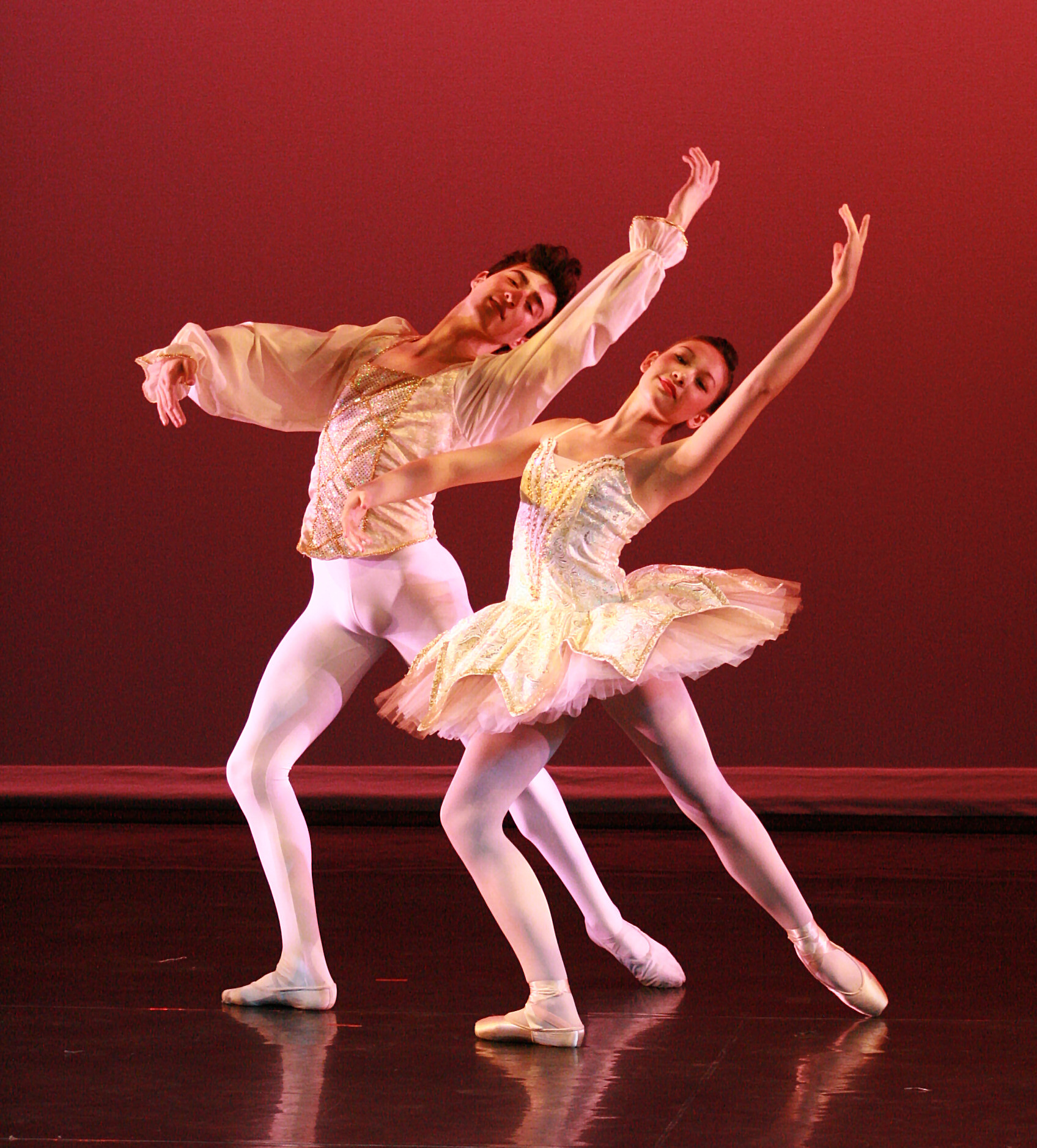
Pas de deux di Paquita, in un concerto della compagnia di danza NW presso il World Trade Centre Theatre di Portland, Oregon
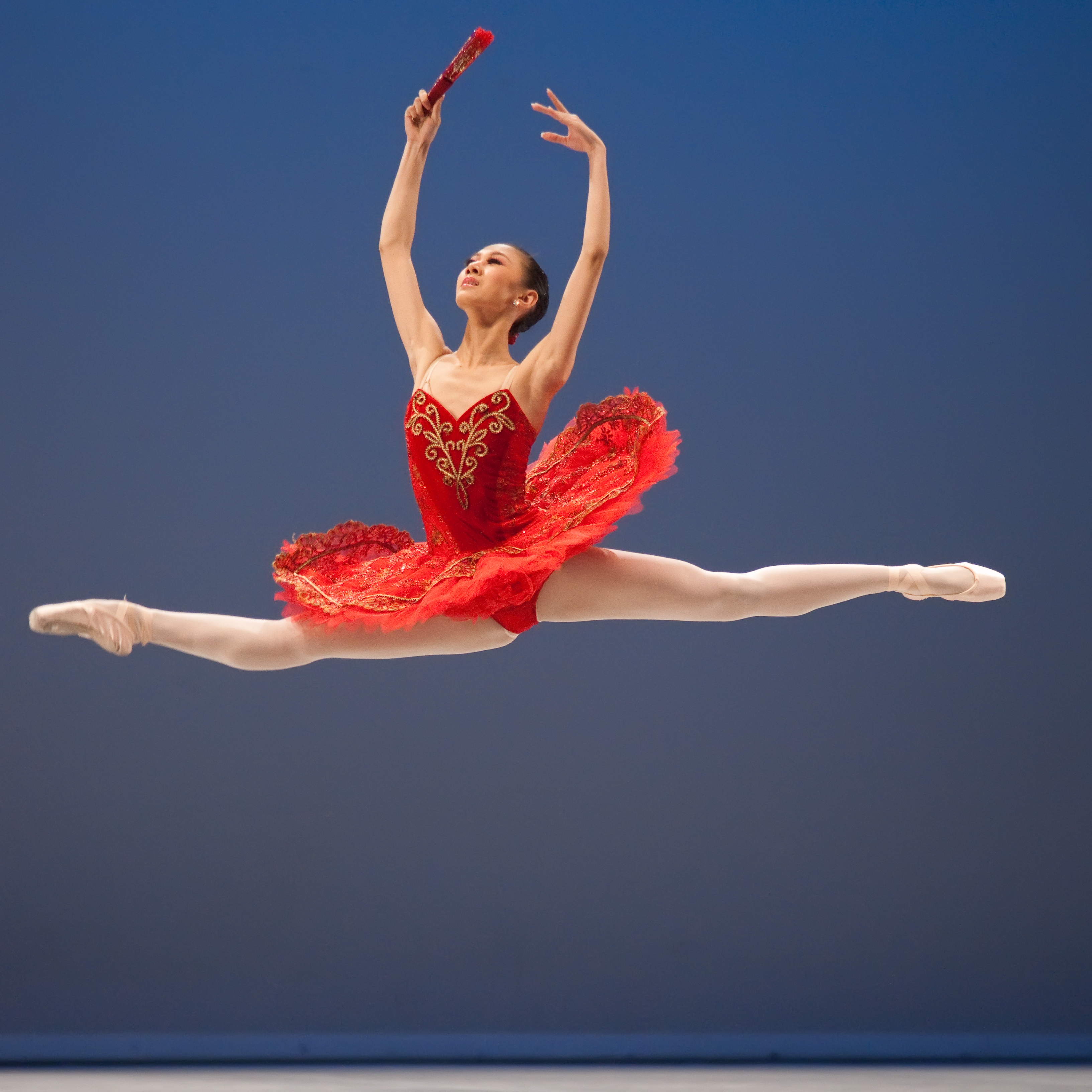
Chenxin Liu - Variazioni dal Don Quichotte, Kitri - Prix de Lausanne 2010
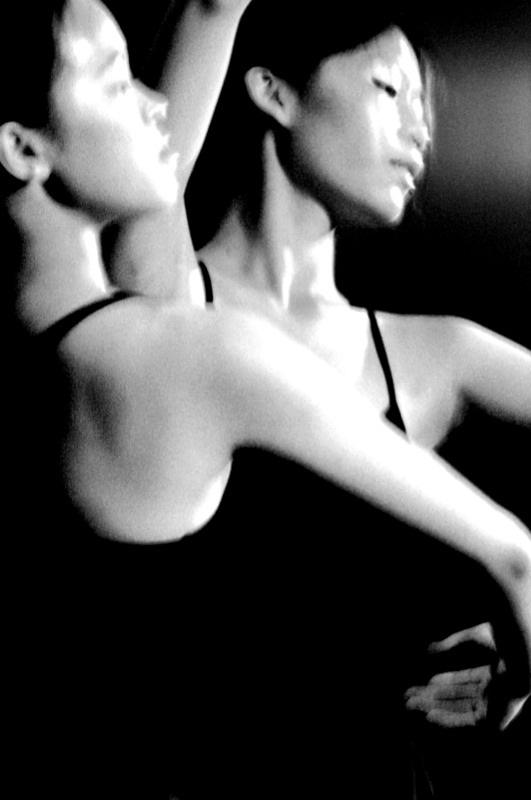
Le braccia nella "quarta posizione spagnola" di Cecchetti